# Juno Awards 2008
Die Juno Awards 2008 wurden am 5. und 6. April 2008 in Calgary, Alberta verliehen. Die Verleihung außerhalb der Fernsehausstrahlung fand am 5. April im Telus Convention Centre statt. Die Hauptveranstaltung am 6. April fand im Pengrowth Saddledome statt. Russell Peters übernahm die Moderation.
Am häufigsten ausgezeichnet wurde Feist, die alle fünf der Awards gewann, für die sie nominiert wurde.

## Juno Cup
Der Juno Cup, das traditionelle Eishockeyspiel der NHL Greats gegen The Rockers, fand am 4. April im Stampede Corral statt. Sieger waren wie in den Vorjahren die NHL Greats mit 16 zu 5 Toren.

## Hauptverleihung
Die Hauptverleihung wurde über CTV ausgestrahlt. Die Ausstrahlung zog 1,45 Millionen Zuschauer an. Dies war die zweithöchste Zuschauerzahl, die der Fernsehsender je erreichte. Bei den Juno Awards 2003 hatte er 2,18 Millionen Zuschauer.
Folgende Künstler traten dabei auf:
- Feist
- Finger Eleven
- Michael Bublé
- Avril Lavigne
- Anne Murray
- Paul Brandt
- Aaron Lines
- Gord Bamford
- Hedley
- Johnny Reid
- Jully Black

## Gewinner und Nominierungen
Paul Brandt gewann den Allan Waters Humanitarian Award. Der Award erhielt seinen Namen in diesem Jahr und wurde nach Allan Waters benannt, dem Gründer von CHUM-FM. Moses Znaimer, der sowohl Citytv als auch Muchmusic mitprägte, gewann den Walt Grealis Special Achievement Award. Die Nominierungen wurden am 5. Februar 2008 verkündet.
Nachträglich mussten drei Nominierungen geändert werden. Hinzugefügt wurde bei Album of the Year Anne Murray Duets: Friends & Legends von Anne Murray und bei New Artist of the Yea Jill Barber. Bei Rap Recording of the Year wurde Memoirs of a Playbwoy von JDiggz hinzugenommen. Gestrichen wurde der Titel Fall From Paradise von Classified, da der Song von dem bereits 2007 nominierten Hitch Hikin’ Music stammte.

### Personen
| Artist of the Year | Group of the Year |
| --- | --- |
| Feist - Michael Bublé - Celine Dion - Avril Lavigne - Pascale Picard | Blue Rodeo - Arcade Fire - Finger Eleven - Hedley - Kaïn |
| New Artist of the Year | New Group of the Year |
| Serena Ryder - Jill Barber (nachträglich eingefügt) - Belly - Jeremy Fisher - Justin Nozuka - Suzie McNeil | Wintersleep - Dragonette - Faber Drive - illScarlett - State of Shock |
| Fan Choice Award | Songwriter of the Year |
| Michael Bublé - Céline Dion - Claude Dubois - Nelly Furtado - Avril Lavigne | Feist, My Moon My Man, 1234, I Feel It All - Daniel Bélanger, La Fin de l'homme, Television, Sports et loisirs - Avril Lavigne, Girlfriend, Keep Holding On, When You're Gone - Joel Plaskett, Fashionable People, Nothing More to Say, Face of the Earth - Rufus Wainwright, Going to a Town, Release the Stars, Do I Disappoint You |
| Jack Richardson Producer of the Year | Recording Engineer of the Year |
| Joni Mitchell, Hana and Bad Dreams - Kevin Churko, I Don't Wanna Stop and God Bless the Almighty Dollar (Ozzy Osbourne) - Rhys Fulber, Weak in the Knees and Just Another Day (Serena Ryder) - Bob Rock, Everything (Michael Bublé) und Bomb (Payola$) - Skratch Bastid, Way Back When and The Outskirts (Buck 65) | Kevin Churko, Black Rain (Ozzy Osbourne) - John Bailey, Make Someone Happy (Sophie Milman) - Richard Chycki, Snakes & Arrows (Rush) and Are You Listening? (Dolores O’Riordan) - George Seara, Holly Cole (Holly Cole) - Jeff Wolpert, Onward! (Manteca)                                                                              |

### Alben
| Album of the Year | Aboriginal Album of the Year |
| --- | --- |
| The Reminder – Feist - The Best Damn Thing – Avril Lavigne - Call Me Irresponsible – Michael Bublé - Anne Murray Duets: Friends & Legends – Anne Murray (nachträglich nominiert) - D’elles – Céline Dion - Taking Chances – Céline Dion                                        | The Dirty Looks – Derek Miller - Home and Native Land – Little Hawk - Nikawiy Askiy – Sandy Scofield - Phoenix – Fara Palmer - What It Takes – Donny Parenteau |
| Adult Alternative Album of the Year | Alternative Album of the Year |
| Small Miracles – Blue Rodeo - Chrome Dreams II – Neil Young - Goodbye Blue Monday – Jeremy Fisher - No Strangers – Tom Cochrane - Release the Stars – Rufus Wainwright | Neon Bible – Arcade Fire - Close to Paradise – Patrick Watson - The Con – Tegan and Sara - LP – Holy Fuck - Welcome to the Night Sky – Wintersleep |
| Blues Album of the Year | Children’s Album of the Year |
| Building Full of Blues – Fathead - Blues Thing – Jack de Keyzer - High Country Blues – Harrison Kennedy - Junction City – Little Miss Higgins - A Lesson I've Learned – The Johnny Max Band                                                                                    | Music Soup – Jen Gould - Gonna Keep Dancing – Eddie Douglas - This is Daniel Cook: Here We Are – This is Daniel Cook - Prokofiev: Peter and the Wolf – Windsor Symphony Orchestra - Superstars – The Doodlebops |
| Classical Album of the Year (solo or chamber ensemble) | Classical Album of the Year (large ensemble) |
| Alkan Concerto for Solo Piano – Marc-André Hamelin - After Reading Shakespeare – Matt Haimovitz - Bach Cello Suites – Jean-Guihen Queyras - Rameau Keyboard Suites – Angela Hewitt - Shostakovich: Complete Works for Piano Trio/Silvestrov: Postlude DSCH – The Gryphon Trio  | Korngold, Barber & Walton Violin Concertos – James Ehnes, Bramwell Tovey, Vancouver Symphony Orchestra - Elgar Violin Concertos – James Ehnes, Andrew Davis, Philharmonia Orchestra - La Mer Yannick Nézet-Séguin – Orchestre Métropolitain du Grand Montréal - Vivaldi: L’estro armonico – Tafelmusik Baroque Orchestra - Water Music – Les Violons du Roy |
| Classical Album of the Year (vocal or choral performance) | Contemporary Christian/Gospel Album of the Year |
| Surprise – Measha Brueggergosman - Buxtehude – Membra Jesu Nostri – Les Voix Baroques - Constantinople – The Gryphon Trio - Samuel Barber Songs – Gerald Finley - Schubert Among Friends – The Aldeburgh Connection                                                            | Holy God – Brian Doerksen - Beautiful – Amanda Falk - Five Score and Seven Years Ago – Relient K - Roots Revolution – Newworldson - The Flame in All of Us – Thousand Foot Krutch |
| Francophone Album of the Year | Instrumental Album of the Year |
| Tous les sens – Ariane Moffatt - D'elles – Céline Dion - L'homme qui me ressemble – Damien Robitaille - De retour à la source – Isabelle Boulay - Vers à soi – Jorane | The Utmost – Jayme Stone - Foley Room – Amon Tobin - Jalopy – Joey Wright - Kensington Suite – Richard Underhill - Snake Road – Bob Lanois |
| International Album of the Year | Contemporary Jazz Album of the Year |
| Good Girl Gone Bad – Rihanna - The Dutchess – Fergie - Lost Highway – Bon Jovi - Noël – Josh Groban - Timbaland Presents Shock Value – Timbaland | Almost Certainly Dreaming – The Chris Tarry Group - Chasing After Light – Michael Occhipinti and Creation Dream - Forty Revolutions – David Occhipinti - Metaphora – Altered Laws - Onward! – Manteca |
| Traditional Jazz Album of the Year | Vocal Jazz Album of the Year |
| Debut – Brandi Disterheft - Brubeck Braid: twotet/deuxtet – David Braid, Matt Brubeck - Code Breaking – Tara Davidson - Foundations – Jodi Proznick Quartet - Live Jazz Legends – Oliver Jones, PJ Perry, Ian MacDougall, Terry Clarke, Michel Donato                          | Make Someone Happy – Sophie Milman - The Very Thought of You – Emilie-Claire Barlow - Destination Moon – Deborah Cox - Holly Cole – Holly Cole - Days Like These – Michael Kaeshammer |
| Pop Album of the Year | Pop Album of the Year |
| The Reminder – Feist - Call Me Irresponsible – Michael Bublé - Anne Murray Duets: Friends & Legends – Anne Murray - Street Gospels – Bedouin Soundclash - Taking Chances – Celine Dion                                                                                         | Flavors of Entanglement – Alanis Morissette - Holes – The Midway State - No Sleep At All – Creature - Passion – Kreesha Turner - Wake Up and Say Goodbye – David Usher |
| Rock Album of the Year | Roots & Traditional Album of the Year – Solo |
| Them vs. You vs. Me – Finger Eleven - Hospital Music – Matthew Good - The Lucky Ones – Pride Tiger - The Saint Alvia Cartel – The Saint Alvia Cartel - Underclass Hero – Sum 41                                                                                                | Right of Passage – David Francey - The Devil on a Bench in Stanley Park – Justin Rutledge - For All Time – Jill Barber - Horse Soldier! Horse Soldier! – Corb Lund - Short Stories – Oh Susanna |
| Roots & Traditional Album of the Year – Group | World Music Album of the Year |
| Key Principles – Nathan - ¿Buddy, Where You Been? – Compadres: James Keelaghan and Oscar Lopez - Mystic Bridge – Ellen McIlwaine with Cassius Khan - In Good We Trust – Harry Manx and Kevin Breit - New Seasons – The Sadies - Stellar Jays – John Reischman and The Jaybirds | Agua Del Pozo – Alex Cuba - Frontiers – Jesse Cook - Jogo da Vida – Celso Machado - So the Journey Goes – Autorickshaw - Wanderlust – Kiran Ahluwalia |

### Lieder und Aufnahmen
| Single of the Year | Classical Composition of the Year |
| --- | --- |
| 1234 – Feist - Everything – Michael Bublé - Girlfriend – Avril Lavigne - Paralyzer – Finger Eleven - Seven Day Fool – Jully Black                                             | Constantinople – Christos Hatzis - A Child’s Cry From Izieu – Oskar Morawetz - Letters From Mignon – R. Murray Schafer - Quantum Mechanics – Jeffrey Ryan - This Isn’t Silence – Brian Current |
| Country Recording of the Year | Dance Recording of the Year |
| Risk – Paul Brandt - Honkytonks and Heartaches – Gord Bamford - Kicking Stones – Johnny Reid - Life Is Calling My Name – Shane Yellowbird - Moments That Matter – Aaron Lines | All U Ever Want – Billy Newton-Davis vs. Deadmau5 - After Hours – Melleefresh vs. Deadmau5 - Every Time You Move – Nick Fiorucci - Fancy Footwork – Chromeo - Poppin’ Beats – Hatiras          |
| R&B/Soul Recording of the Year | Rap Recording of the Year |
| Revival – Jully Black - The Birth of Cornelius – Corneille - Goldrush – Ebrahim - 2U – Keshia Chanté - We Can All Be Free – God Made Me Funky                                 | The Revolution – Belly - The Fewturistic – BrassMunk - Memoirs of a Playbwoy – JDiggz - Port Authority – Marco Polo - The Old Prince – Shad                                                    |
| Reggae Recording of the Year | |
| Don't Go Pretending – Mikey Dangerous - Don't Go – Korexion - Final Road – Blessed - Music is my Life – Tanya Mullings - Two Chord Skankin – Lyndon John X                    | |

### Weitere
| Music DVD of the Year | CD/DVD Artwork Design of the Year |
| --- | --- |
| 666 Live – Billy Talent - Danny Michel and The Black Tornados – Danny Michel - One Night at the Metropolis – Jesse Cook - Nights from the Alhambra – Loreena McKennitt - Trinity Revisited – Cowboy Junkies                              | Tracy Maurice and François Miron, Neon Bible (Arcade Fire) - Felix Wittholz, Situation (Buck 65) - Jeff Harrison and Clinton Hussey, Ornamental Eterworld (Vonnegut Dollhouse) - John Cook, Mark Burchner and Greg Bennet, Revue: The Best of Paul Reddick (Paul Reddick) - Mathieu Houde, Simon Rivest, Catherine Lepage, Mathieu Doyon, 2×2 (Pierre LaPointe) |
| Video of the Year | |
| Anthony Seck – Honey Honey (Feist) - Kyle Davison,Shake Tramp (Marianas Trench) - Vincent Morriset, Neon Bible (Arcade Fire) - Marc Ricciardelli, Walls Fall Down (Bedouin Soundclash) - Sean Wainsteim, Cheer It On (Tokyo Police Club) | |